# Sabera madrella
Sabera madrella is een vlinder uit de familie van de dikkopjes (Hesperiidae). De wetenschappelijke naam van de soort is voor het eerst geldig gepubliceerd in 1986 door Michael Parsons.

## Type
- holotype: "male. 2.VII.-31.X.1957. leg. W.W. Brandt. Genitalia slide No. ANIC MJP 020"
- instituut: ANIC, Canberra, Australië
- typelocatie: "Papua New Guinea, Kiunga, Fly River"